# Rydzewo (powiat giżycki)
Rydzewo (niem. Rydzewen, od 1927 Rotwalde) – wieś w Polsce położona w województwie warmińsko-mazurskim, w powiecie giżyckim, w gminie Miłki. W latach 1975–1998 miejscowość należała administracyjnie do województwa suwalskiego.
Mazurska wieś turystyczna na szlaku Giżycko-Mikołajki z bazą noclegową i gastronomiczną. Dzięki lokalizacji nad jeziorem Bocznym (odnoga jeziora Niegocin) w Rydzewie funkcjonuje kilka przystani jachtowych, hotele i pensjonaty.

## Historia
Terytoria na których znajduje się wieś znajdowały się w średniowieczu na terenie zasiedlonym przez plemię Galindów, którzy w pobliżu zbudowali grodzisko w Staświnach. Wieś założona w 1526 przez Pawła i Stanisława Rydzewskich, lokowana w 1552 r., ponownie lokowana w 1571 r. Według spisu  sporządzonego w 1625 mieszkali tutaj wyłącznie ludność polska. W Rydzewie ok. 1695 urodził się ks. Michał Pilchowski, polski duszpasterz i wydawca pism religijnych w Królewcu. W 1710 epidemia dżumy zabiła 479 osób. W 1875 na 3136 parafian było 2836 Polaków, w 1897 95% dzieci rozpoczynających naukę znało tylko język polski. Miejscowość była zniszczona w czasie pierwszej wojny światowej, później odbudowana. Mimo usilnej germanizacji władze zalecały, aby miejscowym proboszczem był mężczyzna władający "językiem mazurskim".

## Zabytki
- kościół (dawniej ewangelicki) św. Andrzeja Boboli wybudowany w latach 1579-1591, przebudowany w 1770 r., oraz kolejny raz w XIX w. 
  - Wieża zbudowana w 1772 r.
  - Cenne wyposażenie renesansowe, na które składa się ołtarz główny z początku XVII w z późnogotycką rzeźbą św. Anny Samotrzeć (z około 1520 r.), ambona i loża kolatorska.
  - Epitafium zmarłej na dżumę rodziny miejscowego pastora Jana Sartoriusa obecnie znajduje się w zbiorach Muzeum Warmii i Mazur w Olsztynie.
  - Zabytkowe drzwi z XVII w. prowadzące do bocznej kruchty i zakrystii kościoła. Zrobione z drewna, grubo rżnięte w ornamenty roślinne i napisy łacińskie.
- cmentarz przykościelny z neoklasycystyczną kaplicą.
- ryglowa gospoda z poł. XIX w. z zabytkowym wyposażeniem i ludowymi rzeźbami[4].

## Galeria

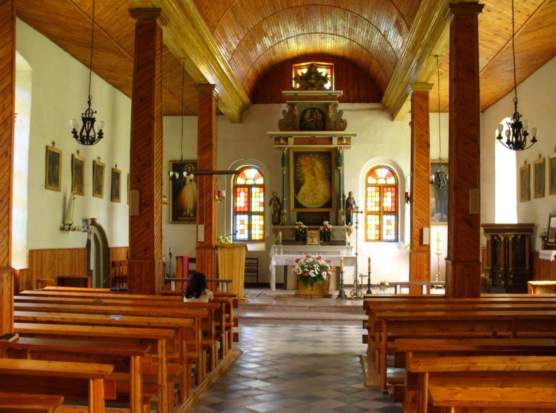
Rydzewo, wnętrze kościoła
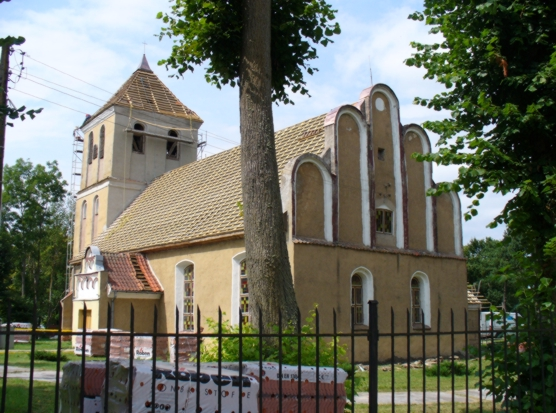
Kościół św. Andrzeja Boboli
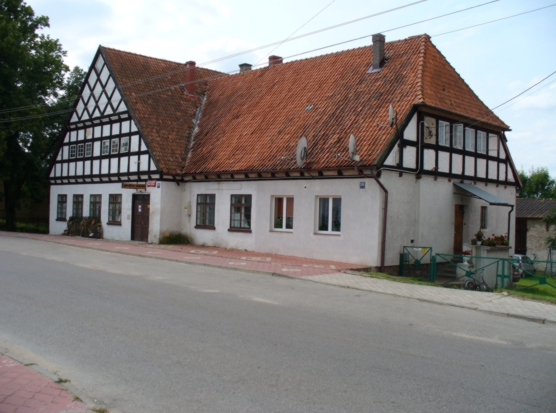
Rydzewo
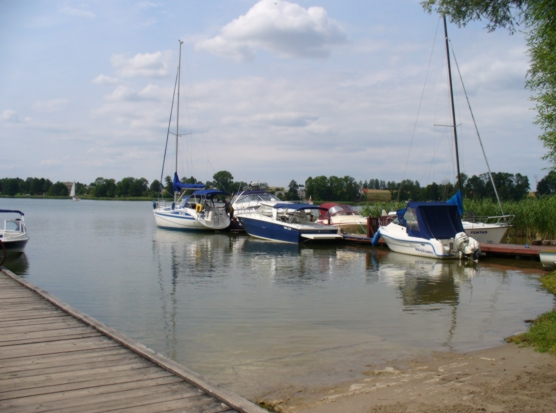
Rydzewo